# Olin Chaddock Wilson
Olin Chaddock Wilson mlajši, ameriški astronom, * 13. januar 1909, San Francisco, Kalifornija, ZDA, † 13. julij 1994, West Lafayette, Indiana, ZDA.

## Življenje in delo
Wilson je študiral astronomijo in fiziko na Univerzi Kalifornije v Berkeleyju. Doktoriral je leta 1934 na Caltech. Večino svoje znanstvene poti je deloval na Observatoriju Mt. Wilson. Raziskoval je kromosfere zvezd.
Med prvimi je pri zvezdah odkril cikle aktivnosti, podobne Sončevemu 11-letnemu ciklu peg. V sodelovanju z Vainujem Bappujem je pokazal tudi na povezavo med širino črt Ca II v zvezdnih spektrih in izsevom zvezd – Wilson-Bappujev pojav.

## Priznanja

### Nagrade
Leta 1977 mu je Ameriško astronomsko društvo podelilo Lektorat Henryja Norrisa Russlla, leta 1984 je prejel medaljo Bruceove.